# Estación de Setenil
Setenil es una estación de ferrocarril situada en el municipio español de Setenil de las Bodegas, en la provincia de Cádiz, comunidad autónoma de Andalucía. Cuenta con servicios de media distancia operados por Renfe. Por su localización, también da servicio a la localidad de Alcalá del Valle. Es la única estación ferroviaria operativa de la comarca de la Sierra de Cádiz.

## Situación ferroviaria
Las instalaciones se encuentran situadas en el punto kilométrico 53,8 de la línea férrea que une Bobadilla con Algeciras, a 787 metros de altitud, entre las estaciones de Almargen-Cañete la Real y de Ronda. El tramo es de via única y está sin electrificar.

## Historia
La estación fue puesta en servicio el 7 de septiembre de 1891 con la apertura del tramo Ronda-Bobadilla de la línea férrea que pretendía unir esta última con Algeciras. Las obras corrieron a cargo de la compañía inglesa The Algeciras-Gibraltar Railway Cº. El 1 de octubre de 1913, la concesión de la línea fue traspasada a la Compañía de los Ferrocarriles Andaluces que la gestionó hasta que en 1941 se produjo la nacionalización del ferrocarril en España y se creó RENFE. Desde el 1 de enero de 2005, Adif es la titular de las instalaciones ferroviarias.

## Servicios ferroviarios

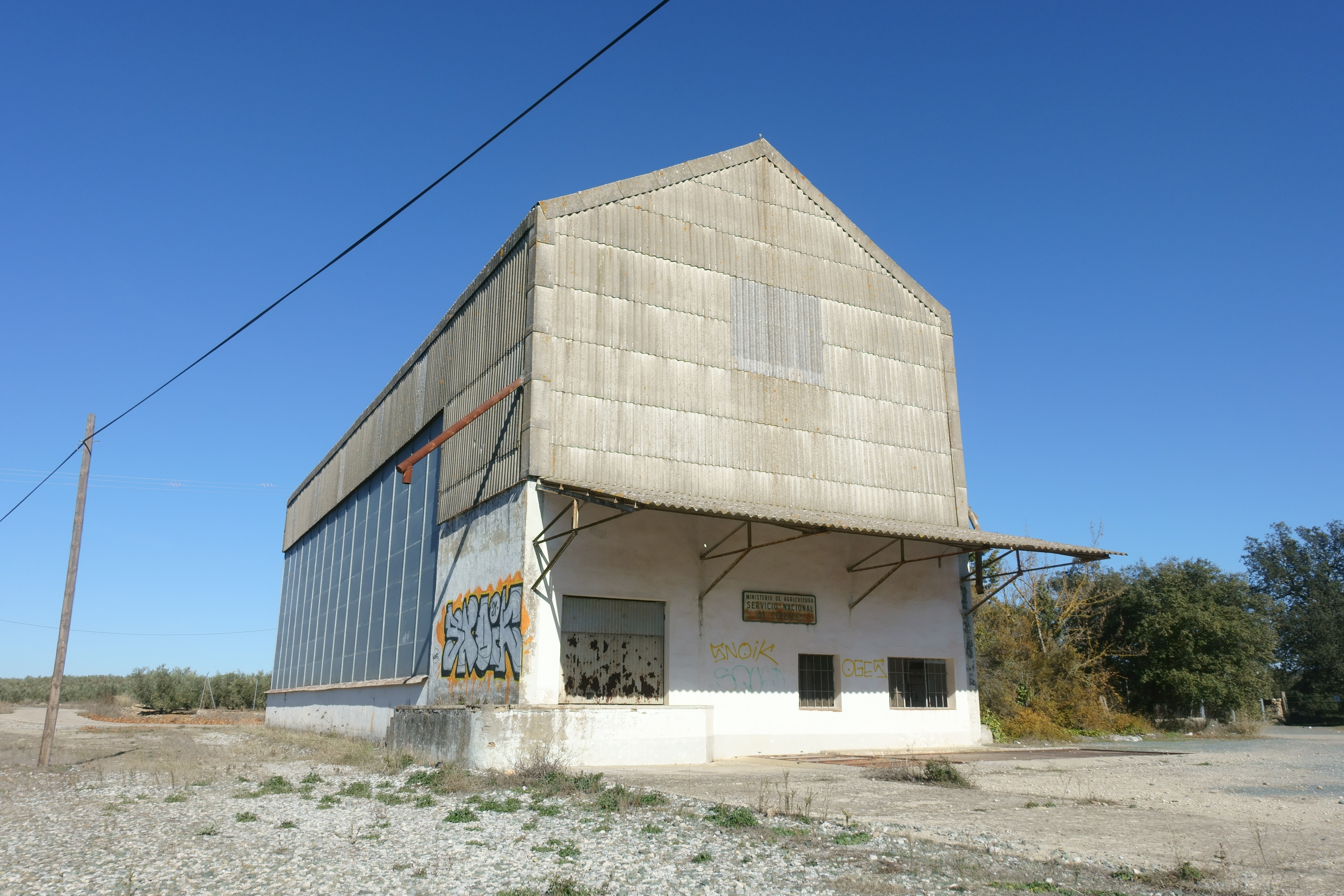
Antiguo silo de cereales

### Media Distancia
La línea 70 Renfe enlaza la estación con Algeciras, Ronda y Antequera-Santa Ana.
| Línea MD | Trenes | Origen/Destino            |  | Destino/Origen |
| -------- | ------ | ------------------------- |  | -------------- |
| 70       | MD     | Antequera-Santa Ana Ronda |  | Algeciras      |